# Sarcops calvus
Sarcops calvus là một loài chim trong họ Sturnidae.